# Rue François Van Assche
La rue François Van Aasche est une rue d'Evere (Belgique).
La rue François Van Aasche (1811-1879) porte le nom du constructeur du moulin à vent d'Evere. Celui-ci fut construit en 1841. 
En 1887, les ailes furent enlevées à la suite de l'utilisation d'une installation à vapeur.